# Pont-sur-Yonne
Pour les articles homonymes, voir Pont (toponyme).
Pont-sur-Yonne est une commune française située dans le département de l'Yonne en région Bourgogne-Franche-Comté.
Ses habitants sont appelés les Pontois.

## Géographie

### Situation
Cette petite ville est située à une centaine de kilomètres au sud-est de Paris, sur l'ancienne route nationale 6 (D606 depuis 2006), entre les villes de Montereau-Fault-Yonne et de Sens. La localité doit son nom au pont reliant les rives gauche et droite de l'Yonne, particularité qui a valu à cette petite cité un passé mouvementé.

### Communes limitrophes
| Villemanoche  |                | Michery         |
|               | Pont-sur-Yonne | Gisy-les-Nobles |
| Saint-Sérotin |                | Villeperrot     |

### Climat
Pour des articles plus généraux, voir Climat de la Bourgogne-Franche-Comté et Climat de l'Yonne.
En 2010, le climat de la commune est de type climat océanique dégradé des plaines du Centre et du Nord, selon une étude du Centre national de la recherche scientifique s'appuyant sur une série de données couvrant la période 1971-2000. En 2020, Météo-France publie une typologie des climats de la France métropolitaine dans laquelle la commune est exposée à un climat océanique altéré et est dans la région climatique Nord-est du bassin Parisien, caractérisée par un ensoleillement médiocre, une pluviométrie moyenne régulièrement répartie au cours de l’année et un hiver froid (3 °C).
Pour la période 1971-2000, la température annuelle moyenne est de 11,3 °C, avec une amplitude thermique annuelle de 15,7 °C. Le cumul annuel moyen de précipitations est de 677 mm, avec 11,2 jours de précipitations en janvier et 7 jours en juillet. Pour la période 1991-2020, la température moyenne annuelle observée sur la station météorologique de Météo-France la plus proche, « Sens », sur la commune de Sens à 11 km à vol d'oiseau, est de 11,9 °C et le cumul annuel moyen de précipitations est de 644,7 mm. 
La température maximale relevée sur cette station est de 42,4 °C, atteinte le 25 juillet 2019 ; la température minimale est de −22,6 °C, atteinte le 14 février 1956,,.
Les paramètres climatiques de la commune ont été estimés pour le milieu du siècle (2041-2070) selon différents scénarios d'émission de gaz à effet de serre à partir des nouvelles projections climatiques de référence DRIAS-2020. Ils sont consultables sur un site dédié publié par Météo-France en novembre 2022.

## Urbanisme

### Typologie
Au 1er janvier 2024, Pont-sur-Yonne est catégorisée bourg rural, selon la nouvelle grille communale de densité à sept niveaux définie par l'Insee en 2022.
Elle appartient à l'unité urbaine de Pont-sur-Yonne, une unité urbaine monocommunale constituant une ville isolée,. Par ailleurs la commune fait partie de l'aire d'attraction de Sens, dont elle est une commune de la couronne,. Cette aire, qui regroupe 65 communes, est catégorisée dans les aires de 50 000 à moins de 200 000 habitants,.

### Occupation des sols
L'occupation des sols de la commune, telle qu'elle ressort de la base de données européenne d’occupation biophysique des sols Corine Land Cover (CLC), est marquée par l'importance des territoires agricoles (63,7 % en 2018), en diminution par rapport à 1990 (68 %). La répartition détaillée en 2018 est la suivante : 
terres arables (50,4 %), forêts (16,5 %), zones agricoles hétérogènes (13,3 %), zones urbanisées (12,6 %), eaux continentales (5,3 %), mines, décharges et chantiers (1,8 %). L'évolution de l’occupation des sols de la commune et de ses infrastructures peut être observée sur les différentes représentations cartographiques du territoire : la carte de Cassini (XVIIIe siècle), la carte d'état-major (1820-1866) et les cartes ou photos aériennes de l'IGN pour la période actuelle (1950 à aujourd'hui).

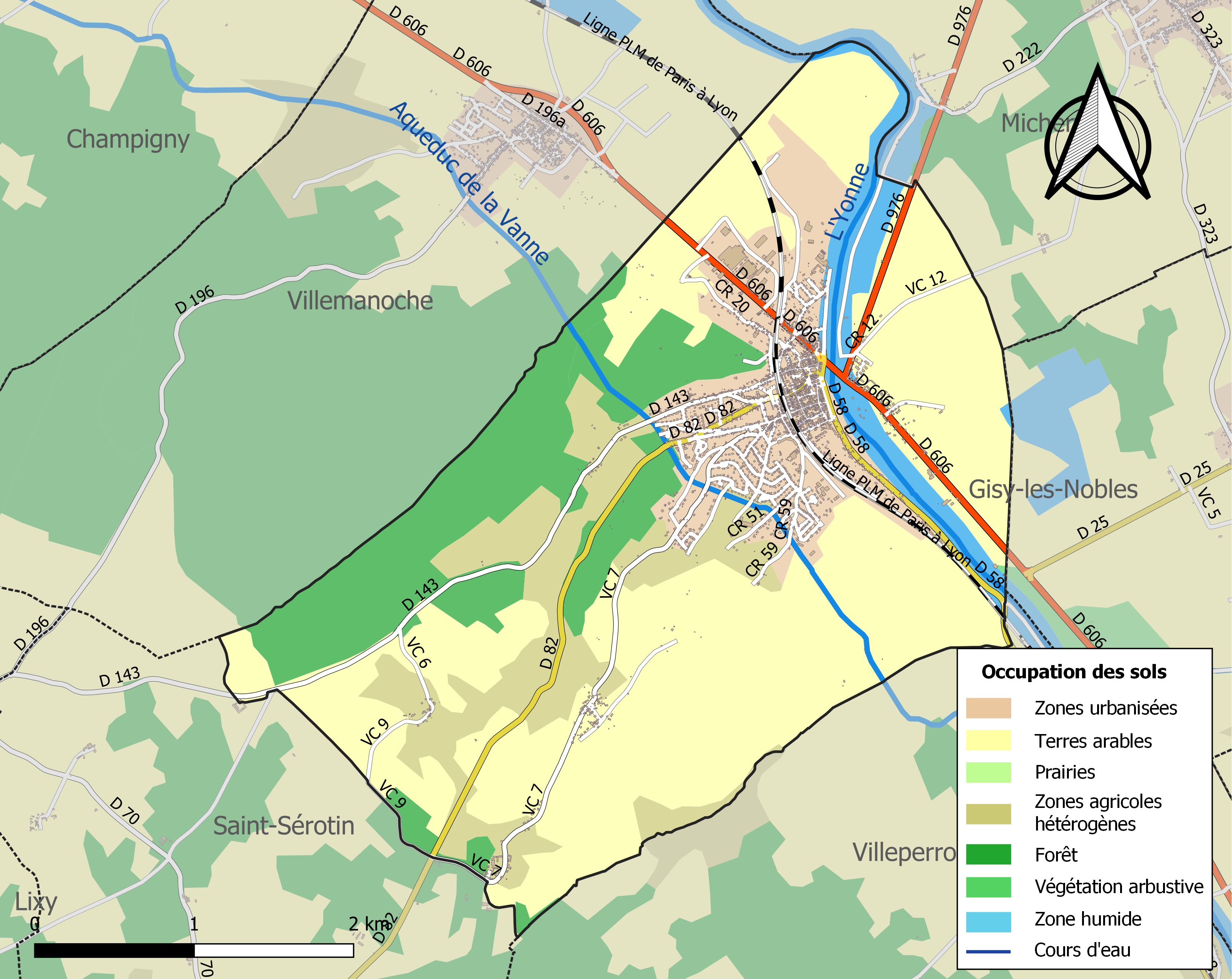
Carte des infrastructures et de l'occupation des sols de la commune en 2018 (CLC).

## Toponymie
Le nom de la localité est attesté sous les formes Pontus Syriacus en 613, Pontum au IXe siècle, Pons super Icaunam en 833, Pontus super Yonam au XIIIe siècle, Pons super Yonam en 1453, Pontes au XVIe siècle.
Pontus Syriacus en 613, ferait allusion à Saint Cyriacus (ou Quiricus), ou Saint Cyr, qui était un saint chrétien de la fin du IIIe siècle, dont les reliques furent rapportées d'Antioche au IVe siècle par l'évêque d'Auxerre.

## Histoire

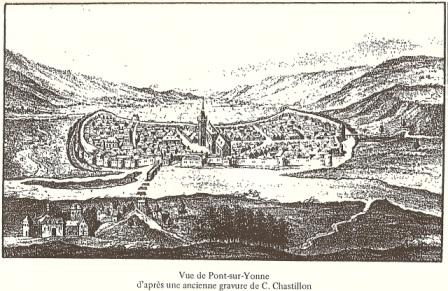
La ville de Pont-sur-Yonne d'après une gravure de Claude Chastillon (1559-1616).

À l'origine, la ville n'était qu'une dépendance de Villemanoche, ville voisine dans laquelle se trouvait un monastère. Ainsi, d'après une charte datée de 833, il était noté Villemanoche et le pont adjacent. On sait toutefois qu'en 613 la ville s'appelait Pontus Syriacus, soit Pont Syrien ; la ville était peut-être, alors, habitée par des Syriens, principaux négociants de France à l'époque.
Au IXe siècle, le Liber sacramentorum des archevêques de Sens appelle la ville Pontum – Pont, tout simplement. Un peu plus tard, ce sera « Pontes ».
A la fin du XIIe siècle, le Chapitre de la cathédrale de Sens souscrit un contrat de pariage avec la famille des chevaliers Léventé, basée au Plessis-aux-Eventés (auj. Plessis-Saint-Jean). Leurs descendants, qui ont pris le nom Du Plessis, perdront ce droit de pariage qui sera repris par le Roi de France à la fin du XIIIe siècle.
Dans la seconde moitié du XIIe siècle, le bac qui franchissait jusque là l'Yonne est remplacé par un pont. Les frais d'entretien du pont sont largement couverts par un péage dénommé « coutume » pesant sur le trafic fluvial. De ce fait, la dénomination de la paroisse « Pont-sur-Yonne » pourrait n'avoir aucun rapport avec l'édifice, plus tardif, mais pourrait se rapporter à une notion de frontière fiscale (le "pont"). Le trafic fluvial assure une petite prospérité à la paroisse, trop souvent compromise en période de guerre.
En 1213, la ville fut incendiée par la foudre.
Le roi de France possède un logis en ville, du chef de ce pariage, en 1332. Il partage avec les chanoines les revenus du village, la nomination des prévôts, etc.
Philippe VI, par deux lettres patentes en mars 1343 et le 5 juin 1348, accorde le privilège du marché dominical à la ville.
En 1364, Charles V approuve et ratifie l'acte autorisant l'installation de ce marché. Selon le récit relaté en 1878 par l'abbé Horson, ce privilège est dû à l'action du Pontois Nicolas de Vères, fils de pêcheur, conseiller de Charles V et évêque de Chalon-sur-Saône de 1374-1386.
Au XIVe siècle, les reines douairières se voient systématiquement attribuer des pariages dans leur patrimoine. Pont-sur-Yonne suit donc cette pratique.
En 1404, le roi Charles VI cherche à régler définitivement le contentieux avec la Maison d'Evreux-Navarre qui a empoisonné la première phase de la guerre de Cent Ans (sous Charles le Mauvais). Il rassemble donc un ensemble de terres, dont tous les pariages d'entre Seine et Loing, pour les inclure dans le nouveau duché de Nemours (Chéroy, Lorrez-le-Bocage, Dollot, Lixy, Voulx), au profit de la Maison d'Evreux (Charles le Noble, fils du Mauvais). Pont-sur-Yonne appartiendra pour plusieurs siècles à ce duché. Le duc possède son propre procureur-fiscal pour le représenter au sein de la prévôté locale.
En 1568, durant la deuxième guerre de Religion, la ville sera prise par les troupes protestantes.
À partir du XVIe siècle, une petite présence de voituriers par eau, du coche d'eau, puis d'un relais de poste, fait participer Pont-sur-Yonne à l'aventure du transport de fret et de passagers. L'arrivée du chemin de fer P.L.M. mettra fin à cette tradition en 1849.
Le 19 mars 1815, l'Empereur, de retour de l'île d'Elbe, y passa une partie de la nuit, se remettant en route à 1 heure du matin.
Le 15 juin 1940, le général Hermann Ritter von Speck est abattu à Pont-sur-Yonne par des soldats du 23e régiment de marche de volontaires étrangers (23e RMVE). Il est le premier général tué en France et le seul dans l'Yonne durant la Seconde Guerre mondiale.

## Politique et administration

### Liste des maires
| Période       | Période                  | Identité         | Étiquette     | Qualité |
| ------------- | ------------------------ | ---------------- | ------------- | --- |
|               |                          |                  |               | |
| 1944          | 1974 (démission)         | Maurice Brisson  | SFIO puis DVG | Entrepreneur de travaux publics, ancien résistant Conseiller général de Pont-sur-Yonne (1945 → 1949 et 1955 → 1973)                                                   |
| 1974          | octobre 2005 (démission) | Roger Lassale    | PS            | Professeur de mathématiques Député de l'Yonne (3e circ.) (1981 → 1986) Conseiller général de Pont-sur-Yonne (1973 → 1998) Président de la CC Yonne Nord (1995 → 2005) |
| octobre 2005  | décembre 2008 (décès)    | Christian Brière | PS            | Chef d'exploitation à la DDE Conseiller général de Pont-sur-Yonne (1998 → 2008) Vice-président de la CC Yonne Nord (2001 → 2008) Président de la CC Yonne Nord (2008) |
| décembre 2008 | mars 2014                | Jeanine Domat    | PS            | Retraitée de La Poste Vice-présidente de la CC Yonne Nord (2011 → 2014)                                                                                               |
| mars 2014     | février 2025             | Grégory Dorte    | DVD           | Directeur territorial Conseiller départemental de Pont-sur-Yonne (2015 → ) Président du conseil départemental de l'Yonne (2025 → )                                    |
| février 2025  | En cours                 | Philippe Léonard |               | Comptable retraité |

### Jumelages
- Morbach (Allemagne) depuis 1969. Ce jumelage s'est fait dans le cadre du rapprochement entre la Bourgogne et la Rhénanie-Palatinat, qui a débuté en 1953 sur une proposition de M. Albert Petitjean. Il avait pour but de préparer la réconciliation entre la France et l'Allemagne encore meurtries par la guerre qui les avait opposées.

## Population et société

### Démographie
L'évolution du nombre d'habitants est connue à travers les recensements de la population effectués dans la commune depuis 1793. Pour les communes de moins de 10 000 habitants, une enquête de recensement portant sur toute la population est réalisée tous les cinq ans, les populations de référence des années intermédiaires étant quant à elles estimées par interpolation ou extrapolation. Pour la commune, le premier recensement exhaustif entrant dans le cadre du nouveau dispositif a été réalisé en 2008.

En 2022, la commune comptait 3 357 habitants, en évolution de −0,74 % par rapport à 2016 (Yonne : −1,95 %, France hors Mayotte : +2,11 %).
| 1793  | 1800  | 1806  | 1821  | 1831  | 1836  | 1841  | 1846  | 1851  |
| ----- | ----- | ----- | ----- | ----- | ----- | ----- | ----- | ----- |
| 1 388 | 1 430 | 1 486 | 1 538 | 1 726 | 1 780 | 1 873 | 2 000 | 2 076 |

| 1856  | 1861  | 1866  | 1872  | 1876  | 1881  | 1886  | 1891  | 1896  |
| ----- | ----- | ----- | ----- | ----- | ----- | ----- | ----- | ----- |
| 1 838 | 1 903 | 1 899 | 1 914 | 1 813 | 1 764 | 1 808 | 1 855 | 1 820 |

| 1901  | 1906  | 1911  | 1921  | 1926  | 1931  | 1936  | 1946  | 1954  |
| ----- | ----- | ----- | ----- | ----- | ----- | ----- | ----- | ----- |
| 1 736 | 1 814 | 1 804 | 1 701 | 1 789 | 1 812 | 2 169 | 1 906 | 1 853 |

| 1962  | 1968  | 1975  | 1982  | 1990  | 1999  | 2006  | 2008  | 2013  |
| ----- | ----- | ----- | ----- | ----- | ----- | ----- | ----- | ----- |
| 2 176 | 2 343 | 2 705 | 2 933 | 3 212 | 3 134 | 3 127 | 3 123 | 3 309 |

| 2018  | 2022  | - | - | - | - | - | - | - |
| ----- | ----- | - | - | - | - | - | - | - |
| 3 286 | 3 357 | - | - | - | - | - | - | - |

### Culture
Saint Edme a longtemps été très populaire à Pont-sur-Yonne. En 1242, alors que le corps du saint était transporté à Pontigny, Marie, de Pont-sur-Yonne, aveugle depuis longtemps, conduite par ses parents à Vertilly sur le passage du saint, aurait miraculeusement recouvré la vue.
Tous les étés, au mois de juillet, Pont-sur-Yonne accueille un festival musical sous la direction du violoniste Jacques Saint-Yves. Musiciens professionnels et stagiaires de haut niveau donnent plusieurs concerts et auditions.
Pont-sur-Yonne est mentionnée dans le tome VII de la série littéraire Le Sorceleur.

## Économie
- Exploitations agricoles.
- SCHOTT Pharmaceutical Packaging (Schott Verrerie Medicale).

## Culture locale et patrimoine

### Lieux et monuments
- L'église paroissiale, dédiée à Notre-Dame, est un édifice dont l'architecture date du Gothique primitif. La première campagne de travaux a lieu entre 1162 et 1169[28], date de sa consécration. Sa construction a été achevée en 1525. Ayant le plan d'une croix latine, cet édifice est coiffé d'un clocher de vingt-six mètres d'élévation de maçonnerie surmontée d'une flèche en ardoise avec clochetons d'angles. L'édifice est classé au titre des monuments historiques en 1907.
- Le vieux pont de pierre dont il ne reste plus que trois arches fut construit sous Louis XIV par l'architecte Libéral Bruant. Une arche sera détruite par le génie militaire en 1940. Après la guerre, jugé trop gênant pour la circulation fluviale, une grande partie du vieux pont sera détruite. Ses restes sont maintenant protégés depuis 1997 par une inscription au titre des monuments historiques[29].
- Ravagée par un incendie en mai 2004, la gare de Pont-sur-Yonne a été reconstruite à l'identique et fut à nouveau inaugurée le 30 mars 2009[30].
- L'aqueduc de la Vanne traverse la commune.
- Une plaque de cocher est visible rue des Tuileries.

### Personnalités liées à la commune
- Nicolas de Veres, né à Pont-sur-Yonne, évêque de Chalon-sur-Saône de 1374 à 1386.

### Héraldique
| Blason de Pont-sur-Yonne | Blason  | D'azur au pont d'argent maçonné de sable, à trois arches ajourées de sable, posé sur des ondes d'azur et surmonté de trois fleurs de lis d'or mal ordonnées. |
| Blason de Pont-sur-Yonne | Détails | Le statut officiel du blason reste à déterminer. |